# JR東日本キハE130系気動車
キハE130系気動車（キハE130けいきどうしゃ）は、東日本旅客鉄道（JR東日本）の一般形気動車。

## 概要
水郡線の混雑緩和のため、同線で使用されてきたキハ110系気動車の置き換えを目的に製造され、2007年（平成19年）1月19日から営業運転を開始した。JR東日本における一般形気動車の新製は1999年（平成11年）12月の陸羽西線向けキハ110系以来約7年ぶり、新形式としては約16年ぶりであった。
その後、老朽化した気動車の置き換えとして久留里線向け・八戸線向けにも製造されたが、製造時期や投入目的等の違いにより0番台・100番台・500番台に分かれており、計67両が在籍している。0番台・500番台は寒冷地仕様（耐寒耐雪構造）、100番台は暖地向け仕様となっている。

## 構造
本項では共通事項について述べ、番台毎の特徴については後述する。

### 車体
車体はE231系電車の構造を踏襲したステンレス製軽量構体で、混雑緩和を定員増で対応するためキハ110系よりも広い幅2,900mmの広幅車体とし、客用扉は幅1,300mmの両開き扉を片側3か所に設ける。車体腰部から裾部にかけて車体幅を絞った「裾絞り構造」であり、側出入口部のクツズリを延長して車体とホームとの間隙を小さくしている。床面高さはキハ110系より45mm下げた1,130mmであり、出入り口部においてもステップを45mm下げることで、ホームとの段差を縮小した。
前面は FRP 製で、貫通扉を装備する。連結面間距離はキハ110系と同一の20,000mmである。空調装置は集中式のAU732形（0番台）、AU732A形（100・500番台）で能力38.37kW（33,000kcal/h）を屋根上に搭載する。

### 車内
ボックス式クロスシート部は1 - 2の3アブレスト、ロングシート部は1人あたりの座席幅を従来より20mm拡大して余裕を持たせている。座席表地は暖色系の配色である。座布団・背ズリの詰め物はリサイクル可能なポリエステル製綿の成形品を使用する。
本系列は各部にバリアフリーに配慮した設計が施されている。車椅子スペース（キハE130形・キハE131形のみ）や車椅子対応の洋式トイレ（0番台と500番台）を設けている。車椅子スペースには車椅子に座ったまま使用できる高さに対話型の車内非常通報装置を設置する。0番台と500番台のトイレは車椅子スペースの向かい側に設置し、JIS規格に適合する電動・手動の車椅子で使用可能な空間を確保し、客室内の見通しを妨げないように枕木方向の寸法を可能な限り切り詰めている。汚物処理装置は真空吸引式で臭気対策を図り、トイレ出入口はボタン操作による自動開閉式である。
戸閉装置は半自動対応で、車内・車外に押しボタン式スイッチを備えている。優先席部分にはオレンジ色のつり革を低い位置に設け、客用扉にはドアチャイムや開閉時に赤色で点滅するドア開閉表示灯が設置された。
側窓は上下分割上部下降窓と固定窓を組み合わせた大面積の仕様で、ガラス素材は光線透過率の低い乗用車用汎用強化ガラスを用いる。熱線吸収率も強化され、赤外線を100%遮断するIRカットガラスである。
行先表示器は前面・側面ともにLED式で、側面のものは日本語と英語を交互に表示する。
0番台では乗務員室背面仕切り部中央（運賃表示器下）および貫通路上部にLED式車内案内表示器を設置している。100番台・500番台では運賃表示器をデジタル式から車内案内表示器兼用の液晶モニター式に変更した。
自動放送装置は日本語と英語の2か国語対応のものが搭載され、ワンマン・車掌乗務ともに自動で案内放送が行われる。車外案内放送用スピーカーを設置している。

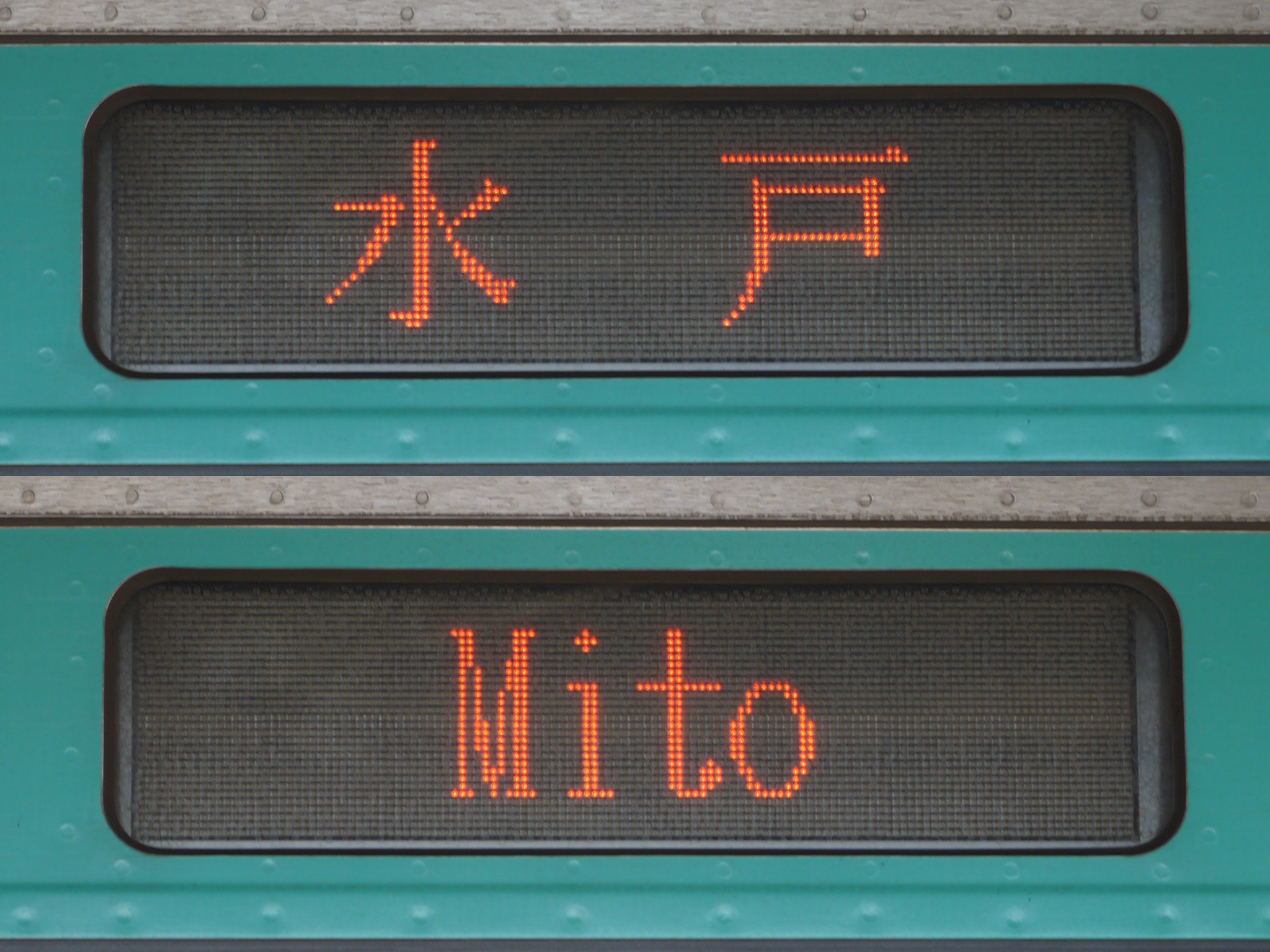
側面行先表示器 日本語と英語を交互で表示する
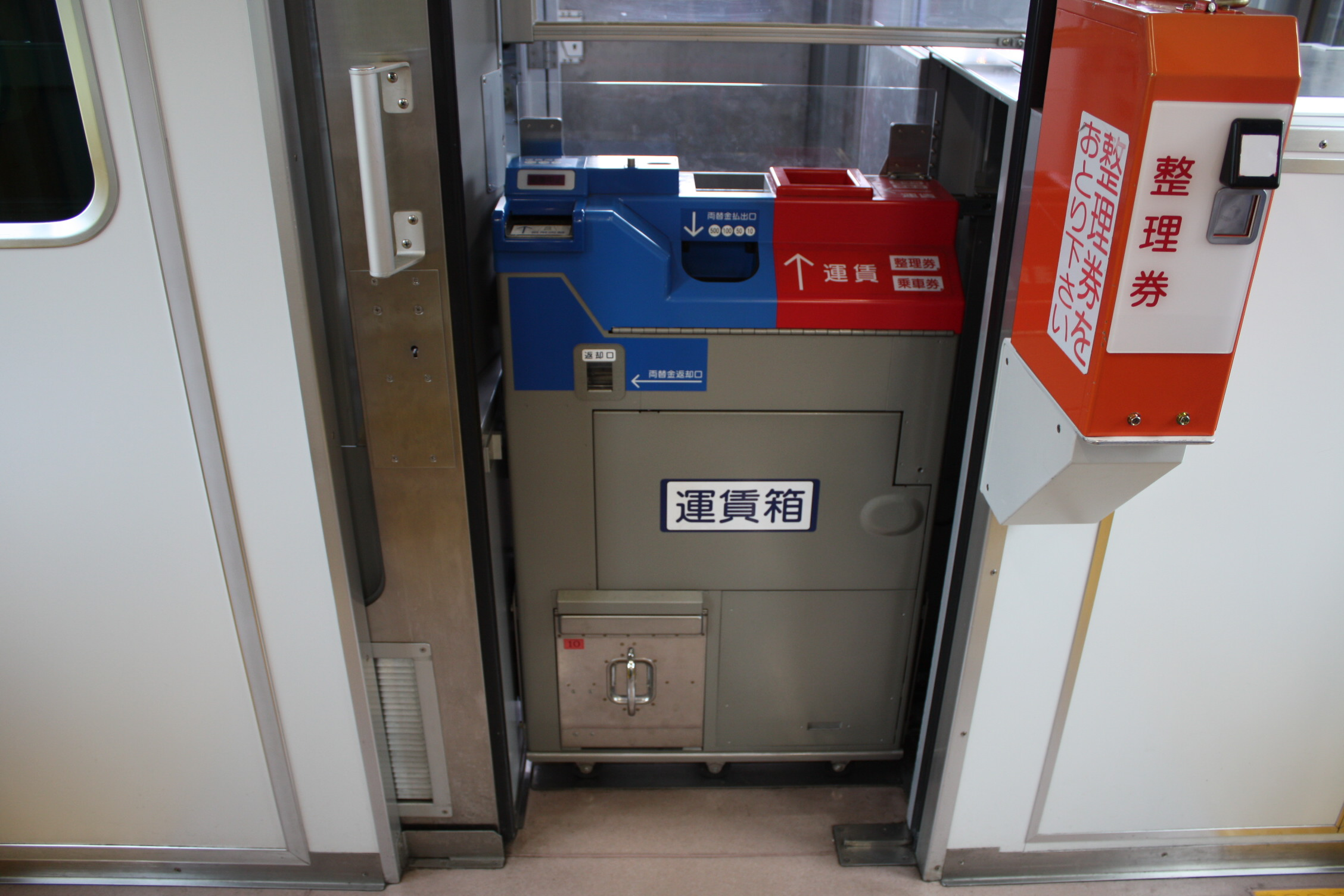
キハE130系の 整理券発行機と運賃箱
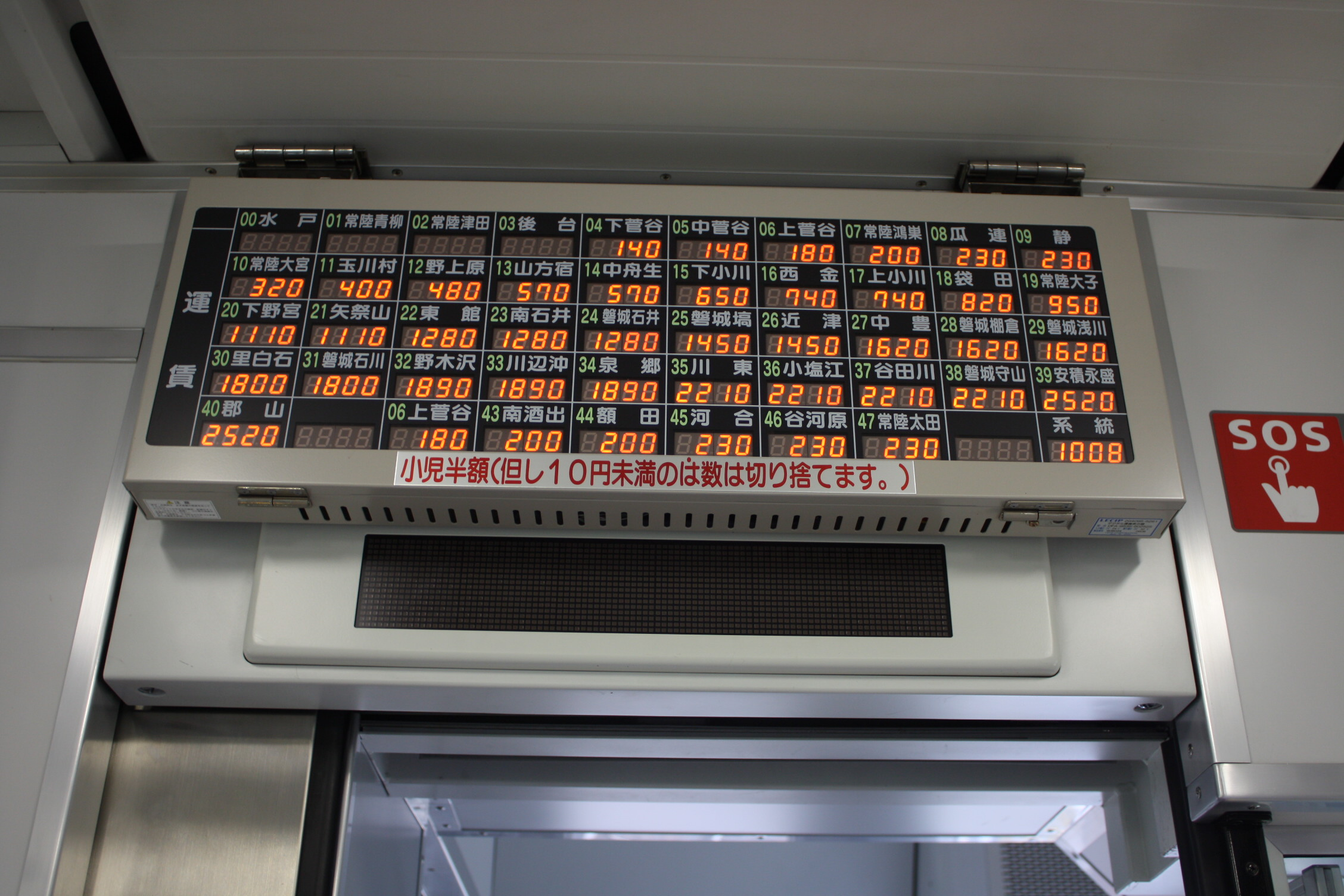
キハE130系0番台のデジタル式運賃表示器(上)と車内案内表示装置(下)
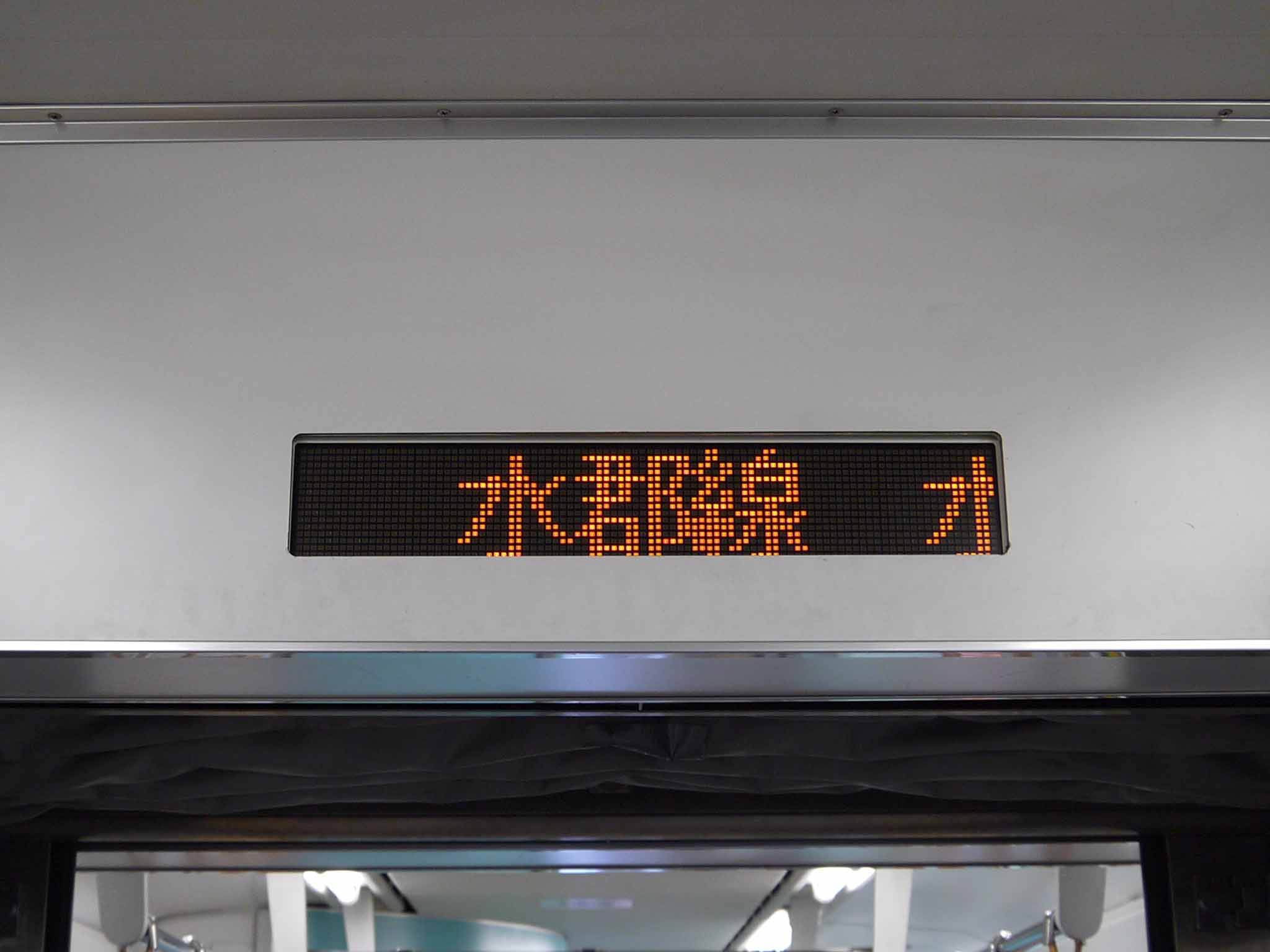
貫通路上部の車内案内表示装置（キハE132形）
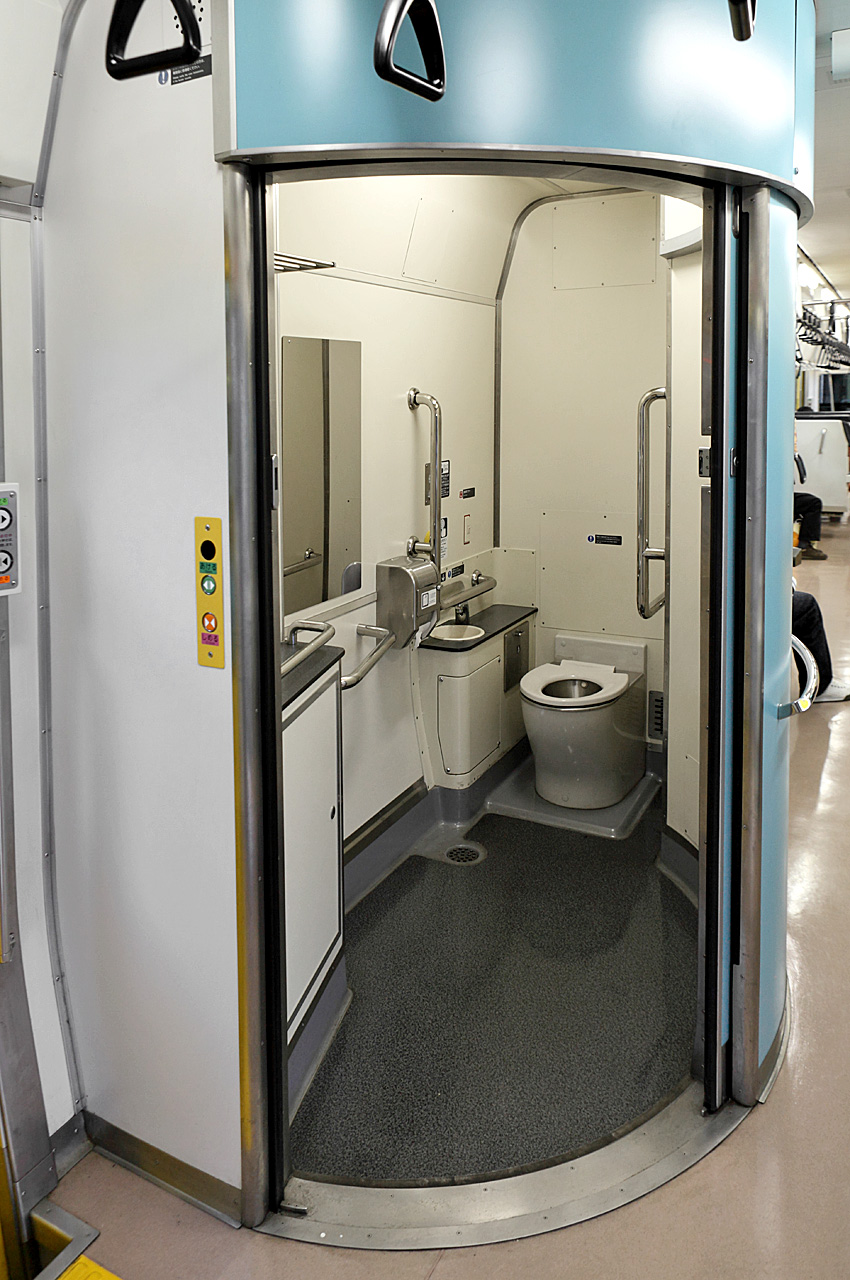
トイレ（キハE130形0番台）
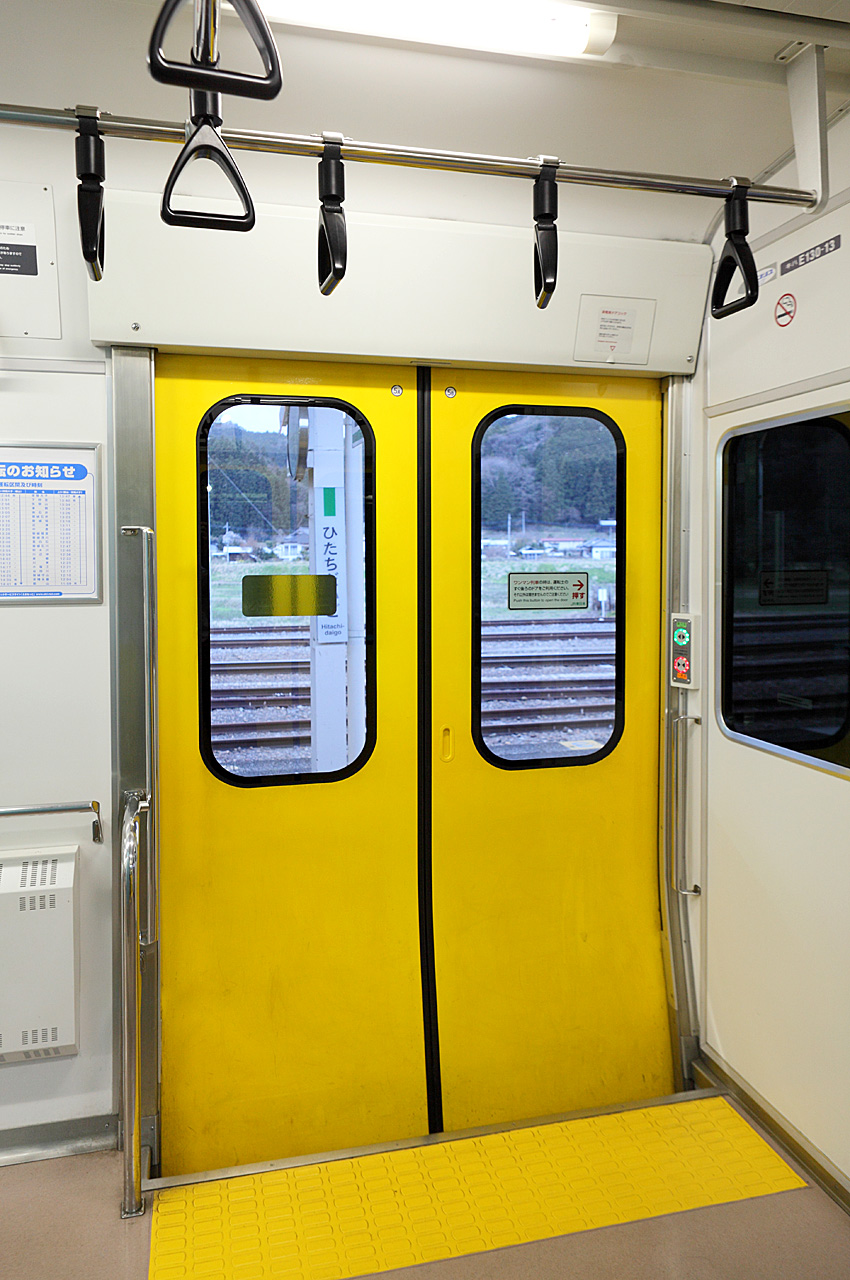
半自動扱い中のドアと ドアスイッチ
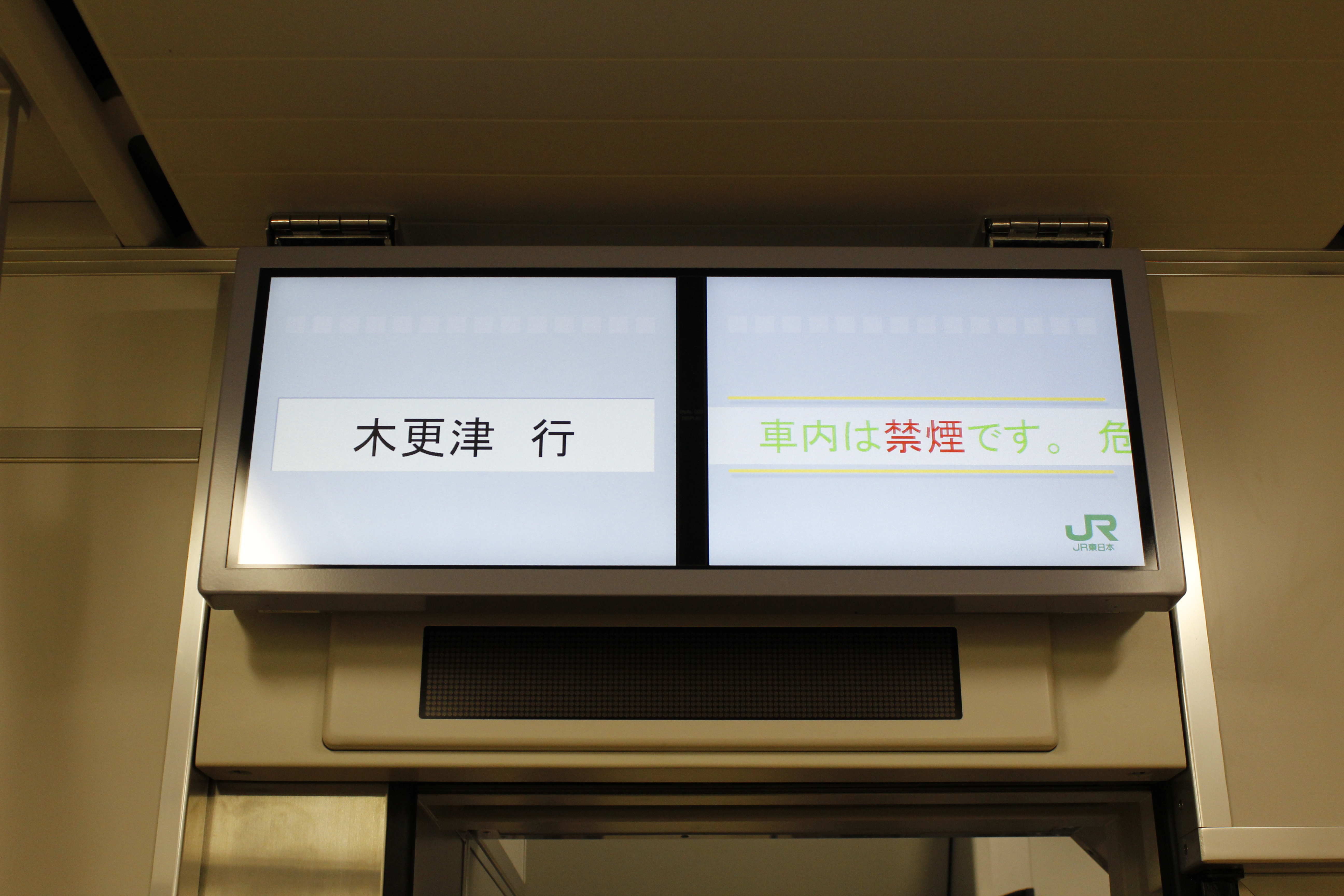
キハE130系100番台の運賃表示器(上)と車内案内表示装置(下)

#### 運転設備

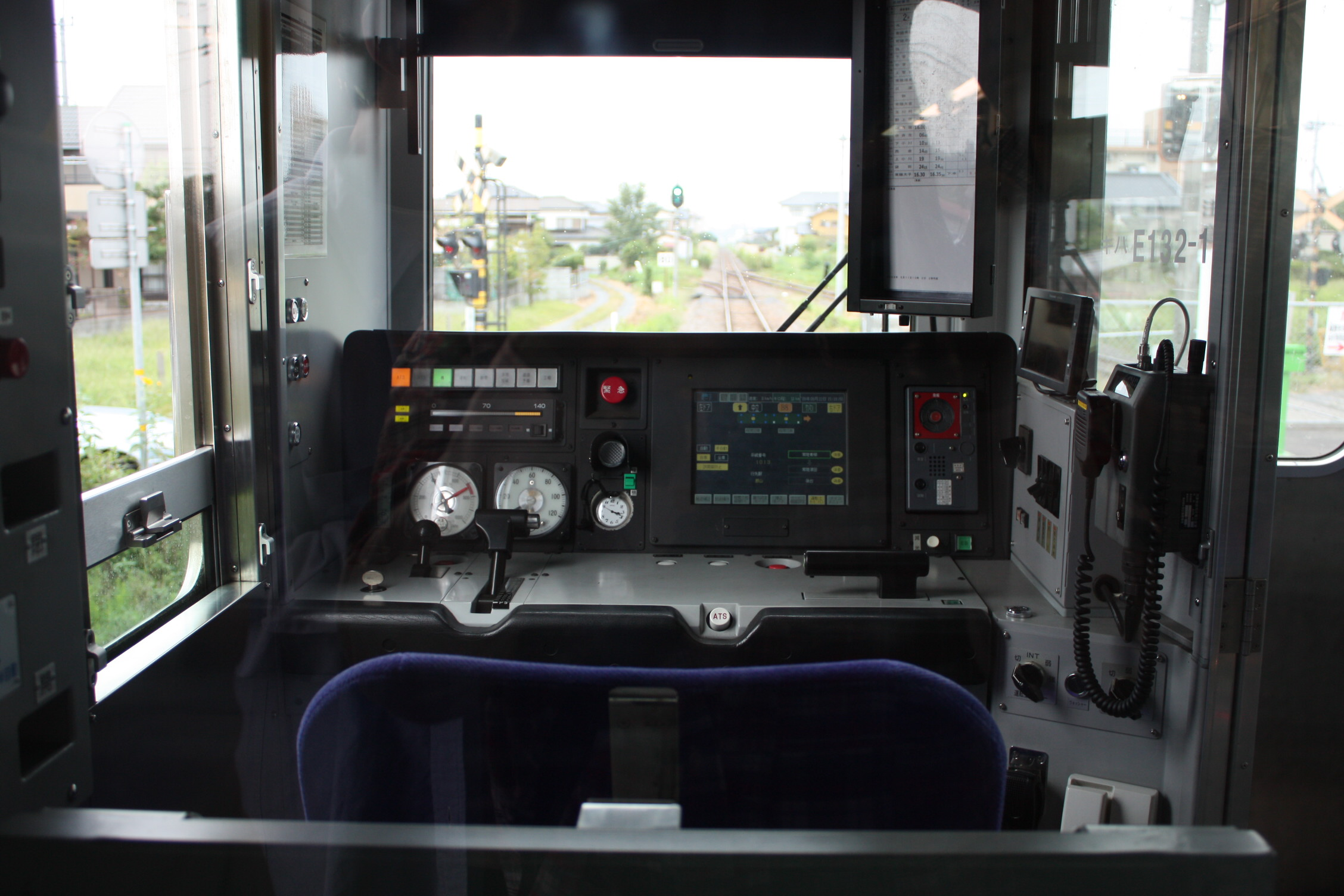
キハE130系の運転台

運転室はキハ110系に準じた半室構造で、非貫通時は客室との間に設けた引戸により、運転室および助士側の空間を客室と完全に仕切る構造である。引戸には傾斜式戸閉装置を取り付け、貫通時には扉が開いたままにならないように自動で閉とする構造である。貫通時は運転室を開戸により完全に仕切ることができる。
主幹制御器は左手操作式ワンハンドルマスコンが採用されている。保安機器では緊急停止装置（EB装置）と緊急列車防護装置（TE装置）を標準装備している。DICS（ディーゼル車情報制御装置）を搭載している。
各番台とも乗務員室内には異常時に、非常用ハシゴとしても使用可能な補助腰掛が設置されている。またワンマン運転時は下部の運賃箱と上部に回転式の仕切りで客室と区切る構造である。運賃箱は助士側背面に完全収納できる。運転室背面仕切り部には非常用脱出口が設置されている。

### 機器類
駆動用のディーゼルエンジンは環境負荷に配慮し、北海道旅客鉄道（JR北海道）のキハ150形に搭載されているN-KDMF15HZをベースとしつつ、排気中の窒素酸化物 (NOx) や粒子状物質 (PM) を低減できる「コモンレール式燃料噴射装置」などを採用したコマツ製の新型ディーゼルエンジン「SA6D140HE-2（JR形式 DMF15HZ、定格出力 450PS/2,000rpm）」を採用している。車体重量は増加したが、変速機の性能向上によりキハ110系とほぼ同等の駆動性能を確保する。
0番台のみ同系列との併結運転も可能である。このため0番台は電気連結器が上下2段式となっており、本系列同士では上下段とも連結、キハ110系との連結時は上段のみ連結することで、編成中のキハ110系の存在を検知し、DICSにて車両機能の切り替えを行っている。0番台では最大で8両編成まで連結することが可能である。100番台、500番台においてはキハ110系との併結機能は搭載しておらず、電気連結器は1段式である。
0番台の変速機はCSU（定速回転装置）を内蔵した変速1段、直結4段のDW22である。車両電源には富士電機システムズ製三相交流発電機を使用し、液体変速機から1800rpmの一定回転数で駆動され、三相交流 440V、60Hz、60kVAを出力している。発電された電力は、冷暖房装置やラジエーターファン、電動空気圧縮機などの駆動に使用される。また、直流電源装置により発電機からの電力を直流24Vに変換され、直流電源機器に供給されている。100番台・500番台では起動加速度および最高運転速度が低い（0 - 60 km/hの平均加速度0.71 km/h/s ・ただし、1.58 km/h/sに切換可能）ことから、変速機を冷却性能を向上したもの（変速機オイルの温度上昇対策）として、ラジエーターによる強制風冷に対応した DW22A 形を使用している。
台車は軸梁式のボルスタレス台車 DT74形（動力台車）・ TR259形（付随台車）である。基礎ブレーキ装置は、片押し式のユニットブレーキを使用している。ただし、100番台・500番台では小改良を行い、サフィックスを追加したDT74A形、TR259A形とした。

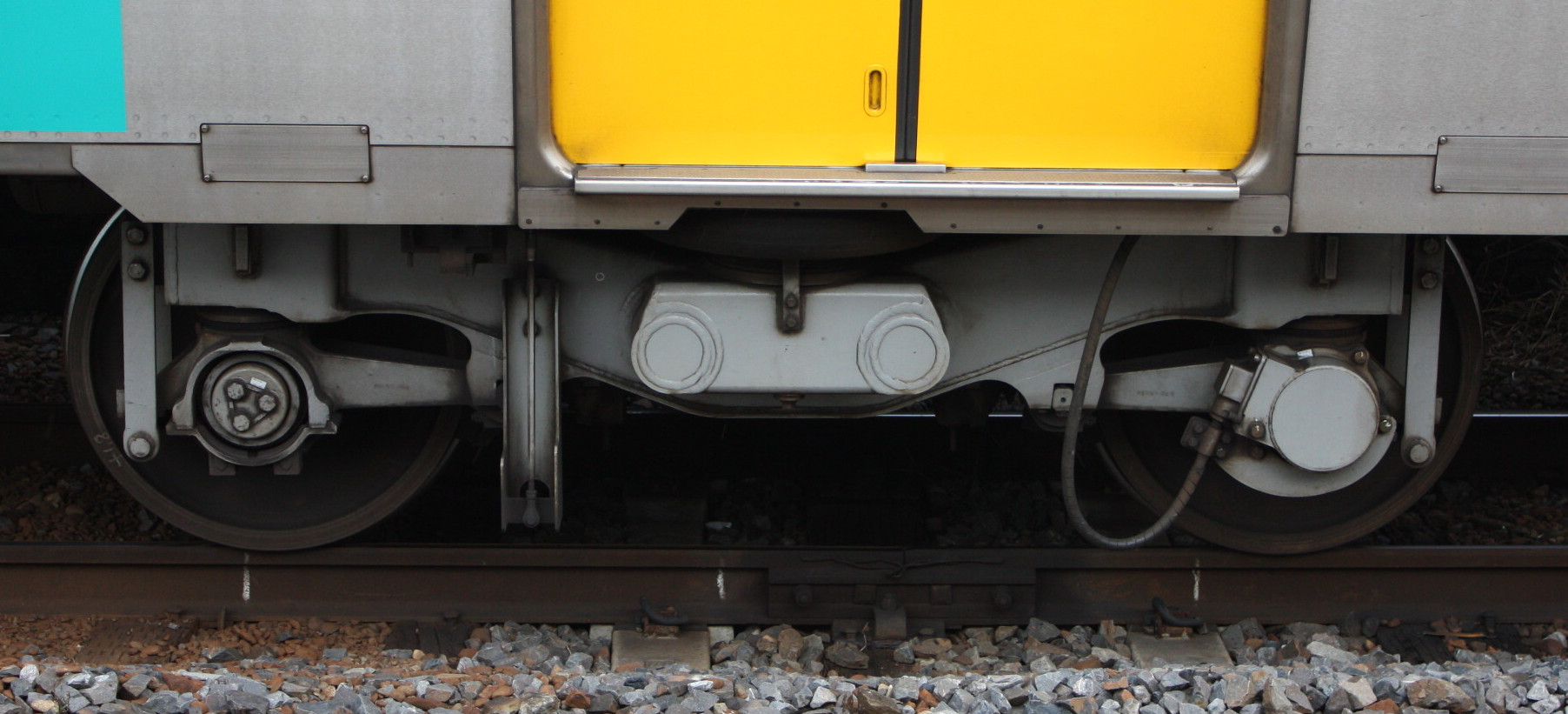
キハE130系の台車 TR259形（付随台車）
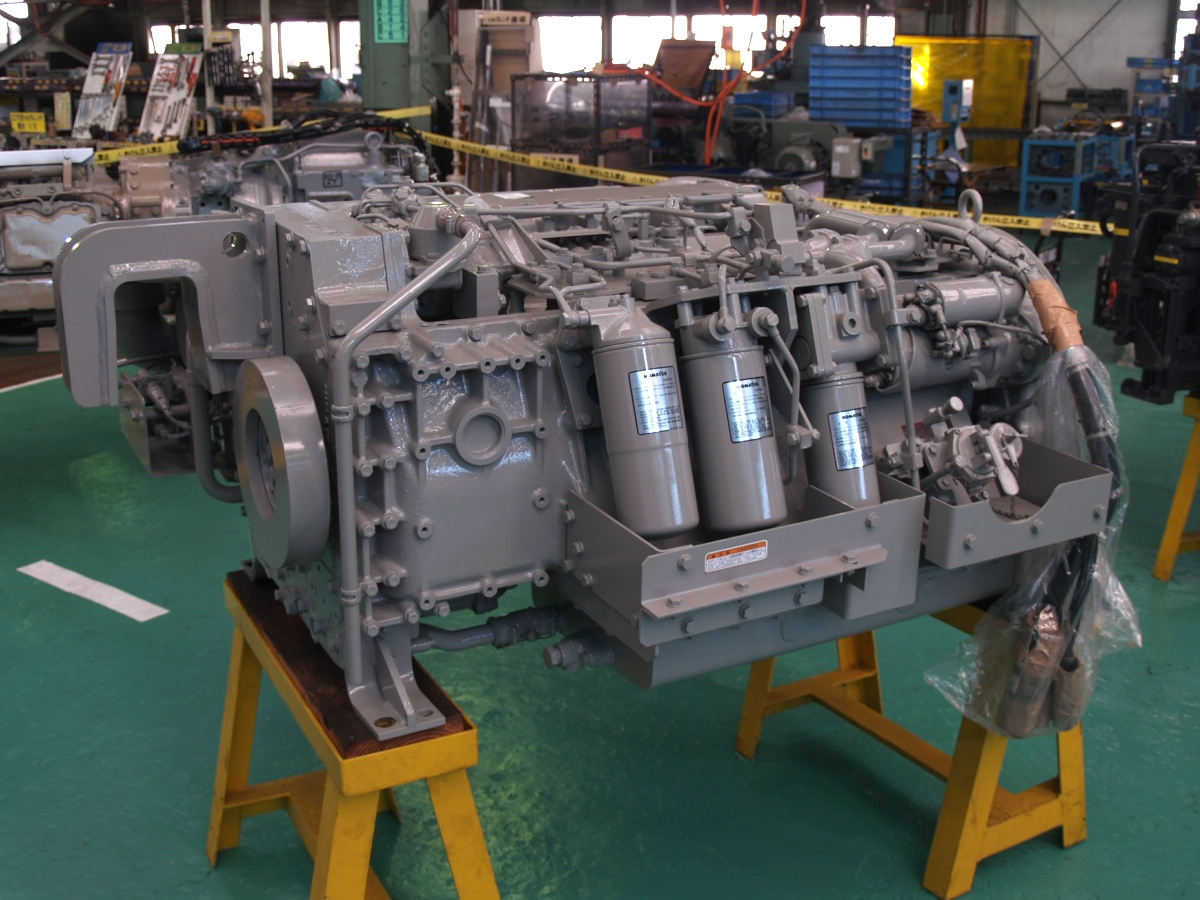
DMF15HZディーゼルエンジン (450PS/2,000rpm) （2008年10月18日）
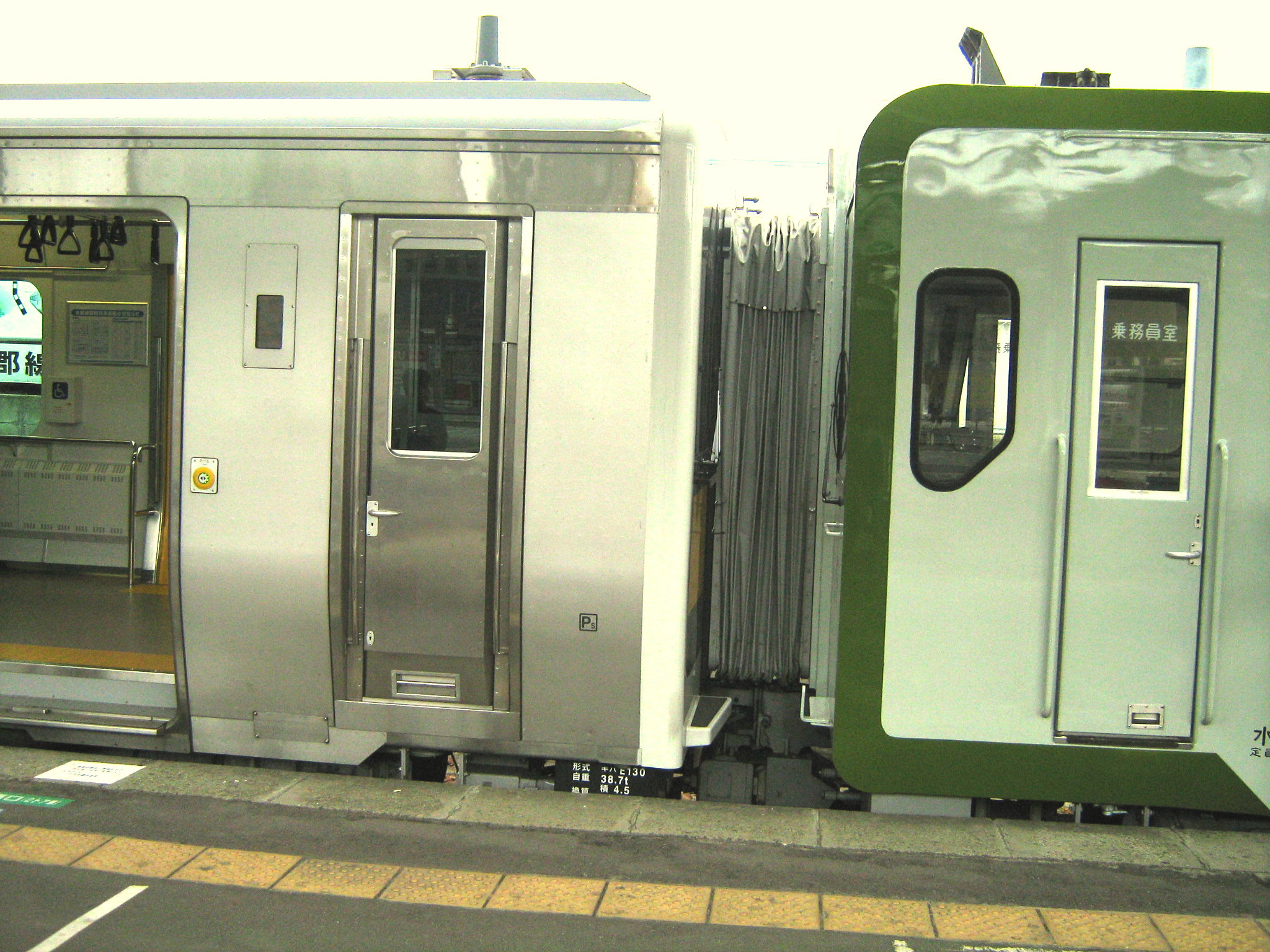
キハ110系との併結 （2007年5月19日）

## 形式

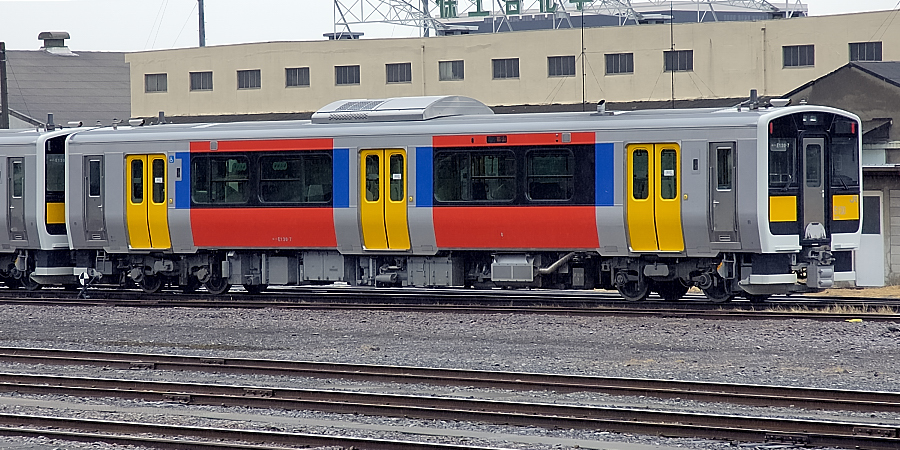
両運転台のキハE130形 （郡山駅構内、2007年3月25日）
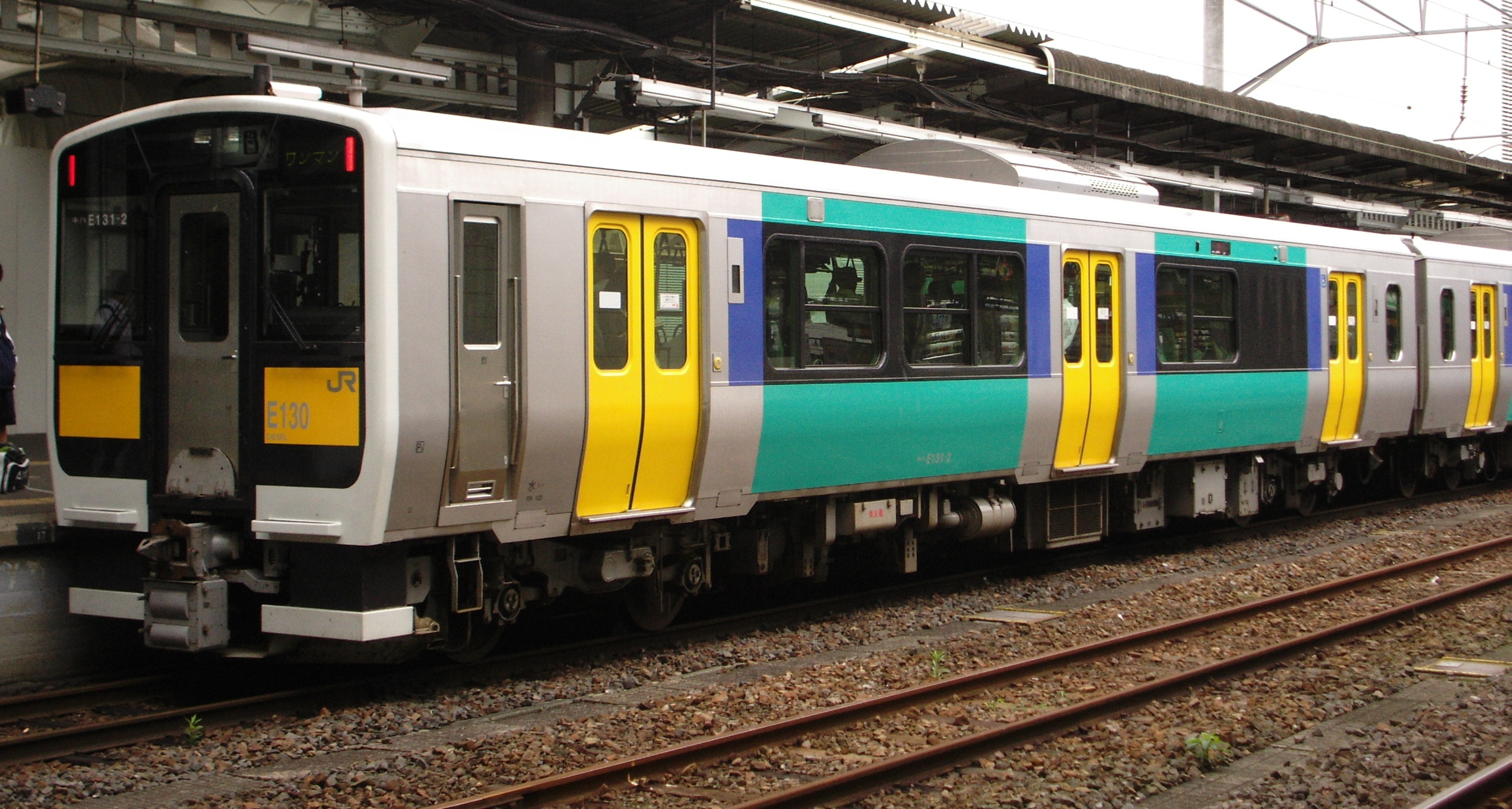
キハE131形 （水戸駅、2007年9月29日）
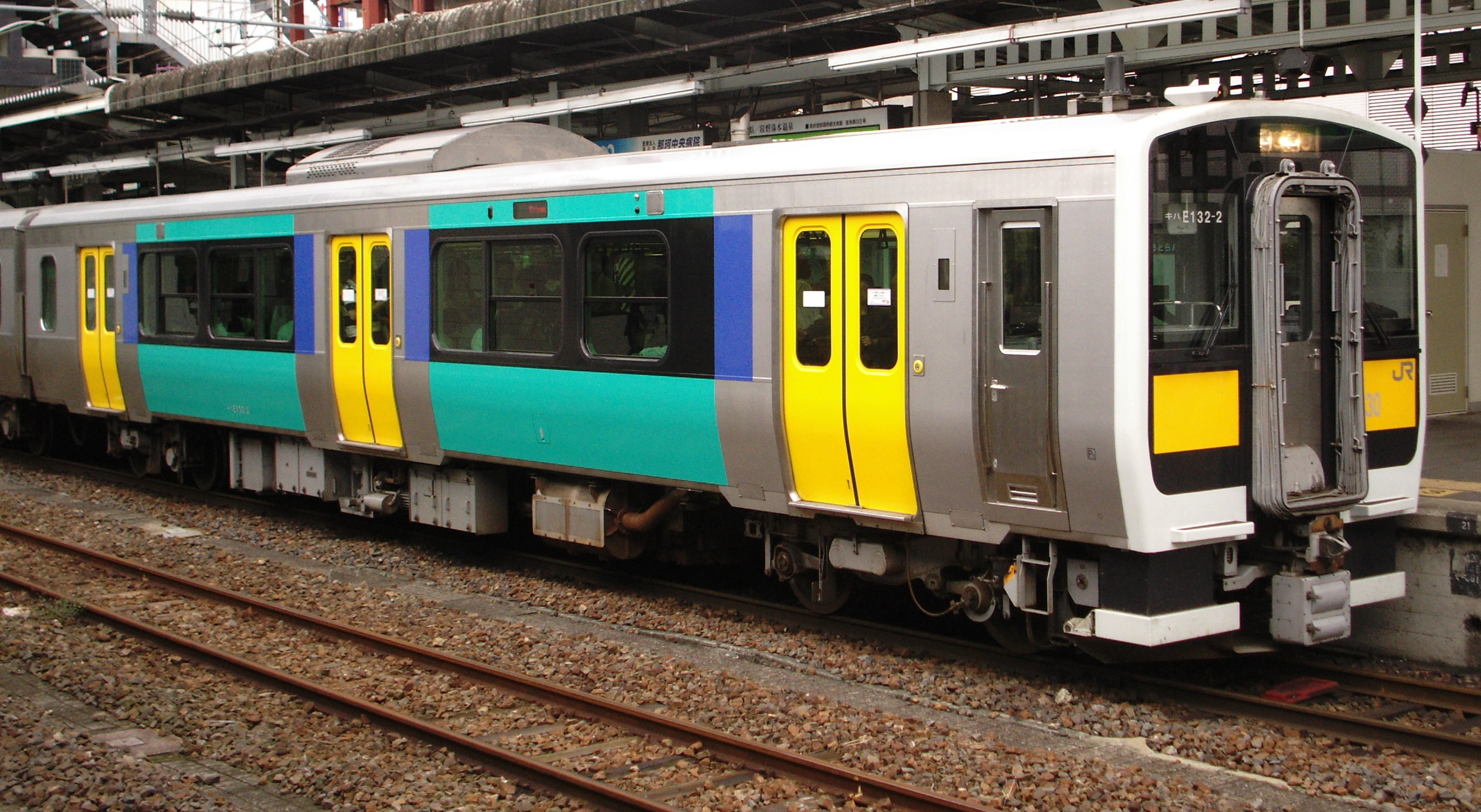
キハE132形 （水戸駅、2007年9月29日）

キハE130形
両運転台式の車両で、全番台区分に存在する。
0番台と500番台はトイレが設置されているが、100番台はトイレが設置されていない。
キハE131形
片運転台式の車両で、トイレを設置する。キハE132形と2両1組で使用される。0番台と500番台が存在する。
キハE132形
片運転台式の車両で、トイレは設置しない。キハE131形と2両1組で使用される。0番台と500番台が存在する。
|         |          | キハE130形         | キハE131形         | キハE132形         |
| 0番台   | 車両定員 | 113人 （座席34人） | 127人 （座席40人） | 131人 （座席48人） |
| 0番台   | 車両重量 | 38.7 t             | 36.7 t             | 35.9 t             |
| 100番台 | 車両定員 | 122人 （座席39人） |                    |                    |
| 100番台 | 車両重量 | 37.9 t             |                    |                    |
| 500番台 | 車両定員 | 115人 （座席34人） | 127人 （座席40人） | 135人 （座席48人） |
| 500番台 | 車両重量 | 40.5 t             | 38.3t              | 36.1 t             |

- 両運転台のキハE130形
（郡山駅構内、2007年3月25日）
- キハE131形
（水戸駅、2007年9月29日）
- キハE132形
（水戸駅、2007年9月29日）

## 番台別概説

### 0番台
水郡線向けに導入された車両で、2007年度にキハE130形が13両、キハE131形+キハE132形が13本（計26両）製造された。片運転台車の一部が東急車輛製造製である以外は新潟トランシス製であり、配置先は水郡線営業所である。
カラーリングは形式によって異なっている。キハE130形は「秋の紅葉と久慈川の流れ」（川の青色と紅葉の赤色）、キハE131形+キハE132形は「新緑の緑と久慈川の流れ」（川の青色と新緑の緑色）を表すカラーリングとされた。各形式とも、前面は黒色の地に黄色の帯を配し、前面周囲は白色、客用扉は黄色である。
2022年3月より、水郡線全線運転再開1周年を記念してキハE130形1両が側面のカラーリングを黄色に変更した「Suigun Line イエローハッピートレイン」として運行を開始した。
2023年9月からは、茨城デスティネーションキャンペーンの一環として、側面を常磐線で使用されていたE653系電車の橙色と同様の塗色に変更のうえ、E側面に貼付されていたロゴマークを配した「オレンジ パーシモン トレイン」が運行されている。

### 100番台
久留里線で使用されてきたキハ30形・キハ37形・キハ38形を置き換える目的で導入された車両で、2012年（平成24年）にキハE130形が10両導入され、同年12月1日より営業運転を開始した。配置先は幕張車両センター木更津派出である。
通勤仕様車として製造されたため、車内設備は全席ロングシートで、トイレが設置されていない。また、客室内に非常用はしご収納箱を設置している。
列車無線に代わり、衛星携帯電話およびメッセージ機能付きGPSを搭載している。
カラーリングは全車共通で、キハ37・38形で使用された青・緑・黄を引き継ぎつつパターンを一部変更し、正面は緑の外側に黄色、側面はドアが全面黄、側窓の上部に青、下部に緑を配している。全車両が新潟トランシスで製造された。

### 500番台
八戸線で運用されてきたキハ40形・キハ48形を置き換える目的で導入された車両でキハE130形が6両と、キハE131形+キハE132形が6本（計12両）の合計18両が導入された。2017年12月2日から営業運転を開始した。配置先は八戸運輸区である。八戸線での運用の他、大湊線や釜石線でも車両不足時の代車や臨時増発列車として運用されることがある。
八戸線向けの車両の調達に当たっては、試行的措置として、これまでのように特定のメーカーに製造を直接依頼するのではなく、国内外のメーカーを参加対象にした公募の形により調達が行われ、2014年11月28日に調達予定が公表された。公募で選出された結果として既存のキハE130系0番台・100番台とほぼ同じ仕様の車両が投入されることになった。100番台と同様、全車が新潟トランシスで製造された。
カラーリングは太平洋をイメージした水色の帯が入ったもので、八戸線のシンボルであるウミネコのマークも描かれている。2018年3月17日のダイヤ改正でキハ40形・キハ48形をすべて置き換え、これにより八戸線の冷房化率100%が達成された。
前照灯はシールドビーム式からLED式に変更、スノープラウ一体型の大型スカートを装備している。車内では、室内灯を蛍光灯から直管型LED照明に変更。冬季の寒さ対策として、座席横の仕切り板を大型の仕切り板に変更した。客用ドアは0・100番台の黄色着色から一般的なステンレス無地に黄色のライン入りとなった。
100番台同様に客室内に非常用はしご収納箱を設置している。既存の自動放送に英語放送が追加された。

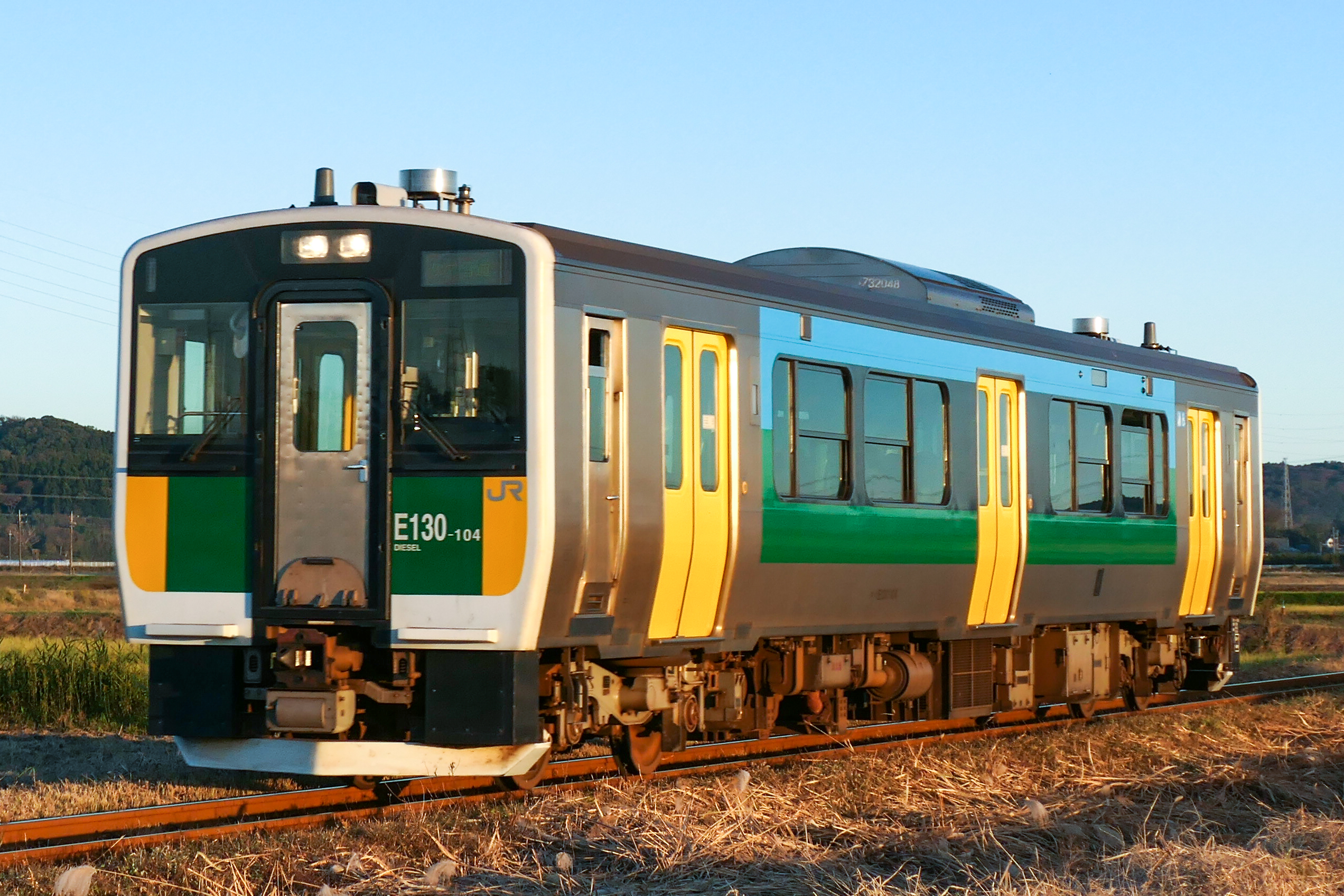
キハE130形100番台
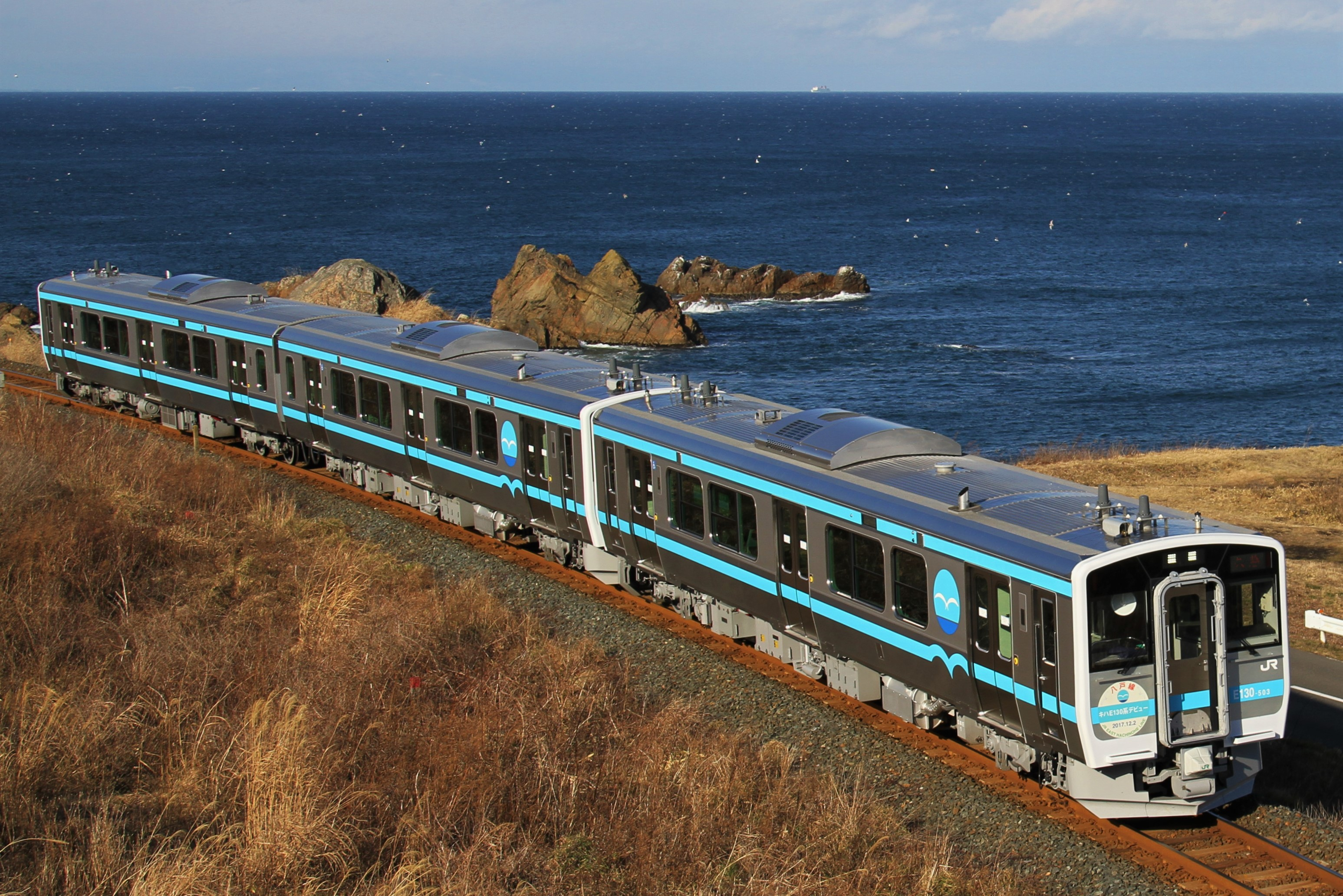
キハE130系500番台
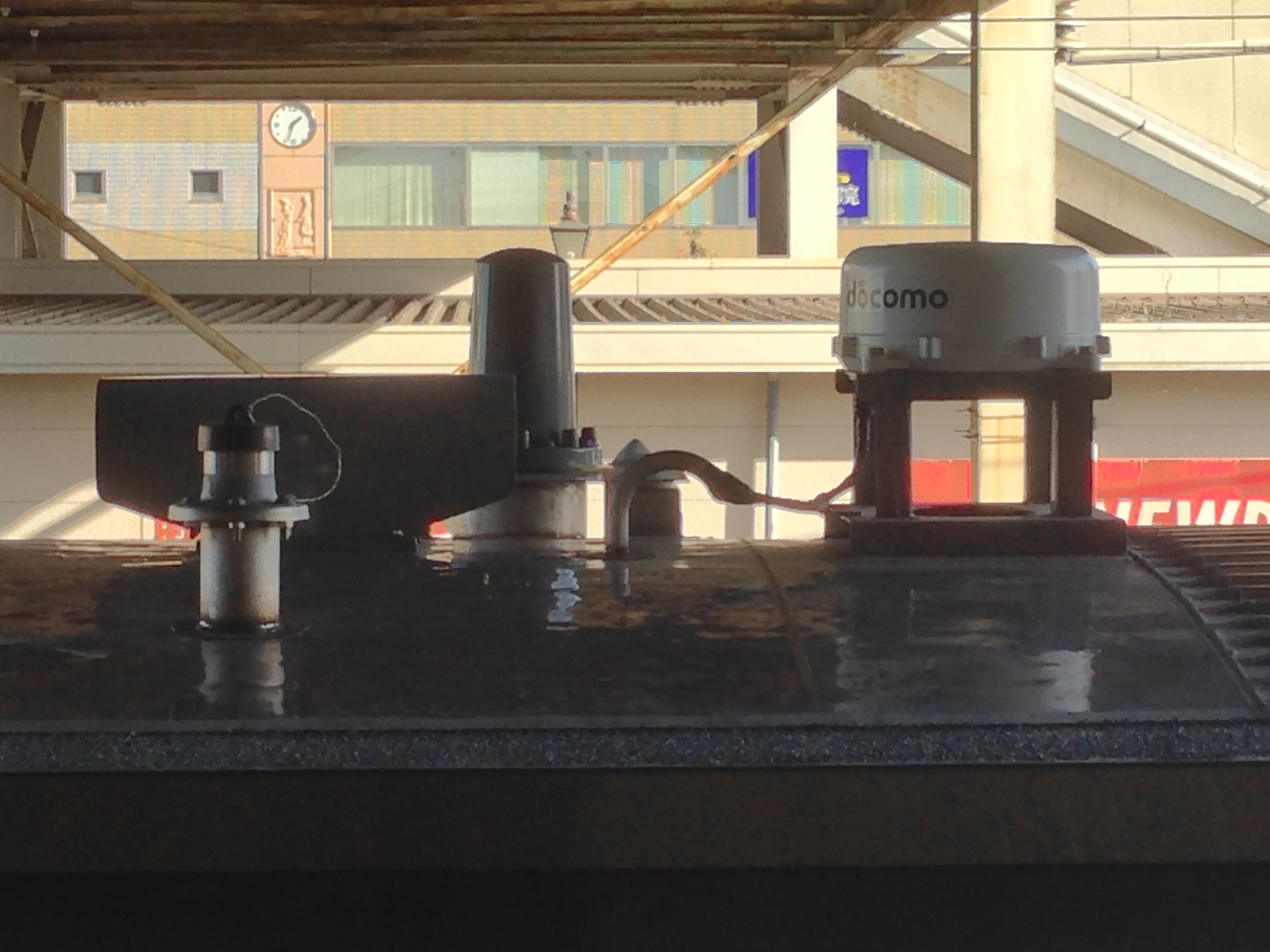
100番台の屋根車端に乗るNTTドコモの「衛星船舶車載アンテナ 01」

## 車歴表
- 製造…新潟：新潟トランシス、東急：東急車輛製造
- 配置…水郡線：水郡線統括センター、木更津：幕張車両センター木更津派出、八戸：盛岡車両センター八戸派出所（旧八戸運輸区）